# 大越文平
大越文平（1860年—1922年1月2日），出身日本宮城縣，日本政治人物，旅顺市役所首任市长。

## 生平

### 早年生涯
大越文平于萬延元年一月二十日（1860年）生于仙台市，比姐姐まつゑが小四岁。1870年（明治三年），其父大越文五郎「悔悟前非而自首获得免罪」（「先非ヲ悔悟自首候ニ付御寛典ヲ以テ罪指シ免セラレ」），后来迁居東京，信仰东正教。
大越文平早年有志于到海外發展，起初于1872年（明治五年）来到東京。1873年（明治六年），自幼生长在維新的混乱期的姐姐まつゑが嫁给了大越家旧本領北目大崎村的旧郷士澤田金五郎，1876年（明治九年）年5月7日，生下了長女。在父亲大越文五郎的感化下，大越文平自幼亲近东正教，后与父亲一起成为信徒。稍长，大越文平学习俄語（日本称“露語”），1879年（明治十二年）年从東京外國語學校（現東京外国語大学）露語科毕业。

### 外交官
1879年（明治十二年）7月，他在東京任俄國駐日本公使館通譯，同年9月转任俄国驻長崎領事館附。
1884年（明治十七年），尼古拉堂动工建设，其父大越文五郎被推举为会計，爾後继续任该教会的会計監督。1885年（明治十八年），大越文平辞去了俄国驻長崎領事館附的职务，回到東京，獨自从事商業经营并从事俄語翻譯。当时其父大越文五郎受命缮写尼闊頼師所譯的經典草藁，可能大越文平也参与了这一工作。1887年（明治廿年），其父大越文五郎获得赦免，「東京大越家」再度興起。1891年（明治廿四年），大越文平和其父为之付出大量心血的尼古拉堂经过七年的工期终于建设完成了。

### 日俄战争前后
1902年（明治三十五年）10月，大越文平到达旅順。1903年（明治三十六年）2月，他获俄國關東總督的許可，任旅順居留日本人會長。
1904年（明治三十七年）2月，日俄战争爆发，大越文平一度歸国。同年6月他到芝罘（今烟台）经营漕業。
《外務省外交資料館所蔵文書》中「日野文平」一名多見。大越家也藏有许多署名「日野文平」的书信，可见大越文平一度曾因某种理由自称「日野」。
日俄战争中，日軍进行了苦战，1905年（明治三十八年）1月占领旅順。1905年（明治三十八年）3月，大越文平任遼東守備軍司令部附，参与旅順的軍政事務，并獨力从事商業活动。同年9月，通过《朴茨茅斯条约》，日本从俄国手中夺取了南满洲的铁路和旅顺、大连的租借权。在旅順，日本继承了俄国获得的权益，使这里成为日本租界地的政治和军事中心，将关东州厅（从大連迁来）、関東軍司令部（从新京迁来）、海軍基地、要塞均设于旅顺，旅顺也成了日本的大陸政策的要地。

### 旅顺市市长
1906年（明治三十九年）11月，南满洲铁道会社（满铁）成立。後来随着軍政的撤废，大越文平受托组织旅順衞生組合并任委員。1907年（明治四十年）9月旅順協會創立并选举领导人。1911年（明治四十四年）4月，大越文平被选为旅順協會會長。1913年（大正二年），大越文平的外甥澤田俊郎随母亲まつゑは上京，入竹橋的近衛連隊。
1915年（大正四年）10月1日，旅顺市會議員選举旅顺市長，大越文平当选第一任旅顺市役所市長。1916年（大正五年）1月，之前入狱并被废嫡的长兄大越弘毅在狱中死亡。同年10月12日，其父大越文五郎以85歳高龄去世，此时大越文平56歳，其姐姐まつゑは60歳。
当时，大越文平将妻子留在東京的大宅「大越屋敷」中，自己只身赴任，所以大越文平頻繁在日本和满洲之間往来。大越文平的侄子，也是其长兄大越弘毅的長子大越十郎，在偕妻子新婚旅行时访问了旅順。大越文平的長子大越茂文等人也在学校放假之際到旅順探望父亲。1918年（大正七年），从近衛連隊除隊的外甥澤田俊郎独自来满洲投奔大越文平，后经大越文平斡旋，进入了满铁。1920年（大正九年）8月，澤田俊郎归国到仙台結婚，后偕新婚妻子再度回到满洲。1921年（大正十年）6月，澤田俊郎的长男在满洲出生。
1922年（大正十一年）1月2日，大越文平逝世，享年61岁。安葬于旅順市共同墓地。